# 庙溪乡
庙溪乡，是中华人民共和国重庆市酉阳土家族苗族自治县下辖的一个乡镇级行政单位。

## 行政区划
庙溪乡下辖以下地区：
庙溪村、荆竹村、湘河村、油木村和大岩村。